# Laevipilinidae
Laevipilinidae, porodica mekušaca iz reda Tryblidiida, razred jednoljušturaša (Monoplacophora). Obuhvaća rod Laevipilina s pet vrsta koje žive u oceanima: Laevipilina antarctica, Laevipilina cachuchensis, Laevipilina rolani, Laevipilina theresae i Laevipilina hyalina (ili Vema hyalina).